# Максимовка (Оренбургская область)
Максимовка— село в  Пономарёвском районе Оренбургской области, административный центр Максимовского сельсовета.

## География
Находится на расстоянии примерно 16 километров по прямой на юго-восток от районного центра села Пономарёвка. 

## История
Основано в 1809 году переселенцами из деревни Сторожева Слобода Рязанской губернии. Названа по имени главы первой партии переселенцев Максима Логинова. В 1835 году числился уже 701 житель, в 1920 – 4200, больше половины умерло через год от голода и тифа. 

## Население
Постоянное население составляло 473 человека в 2002 году (русские 95%) ,  301 в 2010 году, 198 в 2021 году.

## Социальная сфера
Фельдшеро-акушерский пункт, почтовое отделение "Почта России". Имелась основная школа закрытая в 2015 году, и дом культуры закрытый в 2023 году.